# Александра Пилсудска
Александра Пилсудска, рођена Шчербињска (рођена 12. децембра 1882. у Сувалкима, умрла 31. марта 1963. у Лондону) - активисткиња која се залагала за независност Пољске, служила је у пољским легијама и била друга жена Јозефа Пилсудског. 

## Биографија
После смрти родитеља, о Александри су бринуле бака Каролина Захорска и тетка Марија Захорска. Године 1901. завршила је гимназију у Сувалкама, након чега је од 1901 до 1904. године похађала занатске курсеве, а уз то је и студирала на Летећем универзитету, тајном пољском универзитету где су студирале превасходно жене. Године 1903. почела је да ради као службеница у фабрици кожне галантерије у варшавском округу Вола .
У Пољску Социјалистичку партију је ступила 1904. године. Учествовала је у многим борбеним акцијама, укључујући акцију код Бездана. Године 1907. ухапсила ју је руска полиција у Варшави, али ју је пустила због недостатка доказа. Затим је отишла у Кијев. Упознала је Јозефа Пилсудског у мају 1906. године. Преселила се у Лавов, где је радила у фабрици. Успоставила је сарадњу са Стрељачким савезом и била кооснивачица Друштва за бригу о политичким затвореницима.
По избијању Првог светског рата придружила се пољским легијама и била распоређена у обавештајно-курирску јединицу 1. бригаде пољских легија. Након распуштања јединице, била је активна у завери на територијама под пруском окупацијом, складиштила је оружје и транспортовала књижевна дела. Била је активна и у Пољској Војној Организацији, због чега су је ухапсили Немци у новембру 1915. Послали су је у логор у Шчипјорно. Пуштена је после догађаја 5. новембра 1916. године. Вратила се у Варшаву, где је радила као службеница у канцеларији фабрике за сушење поврћа. Од 1917. до 1918. радила је у Пољској Војној Организацији као достављачица експлозива и као обавештајни агент.
Александра је 7. фебруара 1918. родила ћерку Ванду (умрла 16. јануара 2001), а 28. фебруара 1920. другу ћерку Јадвигу (умрла 16. новембра 2014). Пилсудски није могао да је ожени јер његова прва супруга Марија Пилсудска није пристајала на развод  . После 15 година блиског познанства, венчање Александре и Јозефа Пилсудског одржано је 25. октобра 1921. у палати Белведер  тек након Маријине смрти 17. августа 1921. Пилсудски је тада вршио функцију Начелника државе, функција која је постојала од 1918. до 1922. и чији је једини вршитељ био Пилсудски.
Зиму 1930-1931 Пилсудски је провео на Мадеири у друштву, докторке Еугеније Левицке, са којом је био у блиским односима. Александра Пилсудска је била дубоко погођена афером свог мужа. По повратку са Мадеире, Александра је захтевала да њен муж прекине све односе са Левицком, што се и догодило.
Пилсудска је после 1926. године прикупљала средства за удружење „Наш Дом“, које је водило сиротиште. Постала је почасни члан и председница Удружења „Војна породица“ основаног 1925. године. У оквиру организације основала је вртиће и основне школе у Варшави за војне породице. До 1939. била је председница одбора Комитета за бригу о најсиромашнијим становницима Варшаве „Месна заједница“ (пол. Osiedle) . У оквиру удружења „Месна заједница” подржавала је становнике барака за бескућнике у Варшави, а у оквиру удружења „Брига” (пол. Opieka) основала је заједничке просторије са библиотекама за младе  . Била је активна и у Савезу бранилаца отаџбине, организацији која је одржавала комуникацију између ветерана Првог светског рата . Коуређивала је два тома мемоара учесника у акцијама борбе за независност. До 1939. била је председница главног одбора за ревизију грађанског Комитета за акцију зимске помоћи .
По избијању Другог светског рата, агресије Немачке и агресије СССР-а на Пољску 1939. године, Александра се заједно са ћеркама Вандом и Јадвигом евакуише у Вилњус, затим у Каунас у Литванији, а потом, после окупације Виљнуса, у Ригу, након чега је летела из Летоније за Шведску, а затим специјалним авионом за Лондон  . Умрла је 31. марта 1963. године, a 28. октобра 1992. њен пепео је положен у породичну гробницу на гробљу Повонзки у Варшави (одељак 6-2-29)  .
После њене смрти, у пролеће 1963. године, на иницијативу генерала Казимјежа Соснковског, основан је издавачки фонд "Александра Пиłсудска" .

## Комеморација
Резолуцијом Сејма Републике Пољске 9. мандата 22. јула 2022. одлучено је да се 2023. установи за Годину Александре Пилсудске  .